# Ben Bruce
Benjamin Paul Bruce (Londres, 31 de octubre de 1988) es un músico y actor británico, fue guitarrista principal y corista de la banda de metalcore Asking Alexandria. Estuvo en la banda desde su fundación hasta el 20 de enero de 2024.
Bruce es el fundador de la banda junto con el cofundador y vocalista, Danny Worsnop. Él es también un gestor de un sello discográfico llamado "KBB Records" junto con Kyle Borman, y dirige su propia línea de ropa como diseñador de moda y propietario llamado "Ben Bruce Clothing" y actuó en la película; "American Satan"

## Carrera de música

### 2006–2024: Asking Alexandria
Bruce originalmente formó la banda en Dubái, Emiratos Árabes Unidos en 2006. Después del lanzamiento de su primer álbum "The Irony in Your Perfection", bajo el nombre de Asking Alexandria. Se disolvió después de darse cuenta de que no será capaz de conseguir éxito internacional en Dubái y se traslada a Inglaterra, Nottingham en 2008 y comenzó la banda con miembros nuevos del área local, incluyendo al vocalista Danny Worsnop el cual se mudó a su apartamento plano en York.
La banda lanzó su segundo álbum titulado Stand Up And Scream en 2009 vía  Sumerian y Victory Records, producidos por Joey Sturgis. La banda lanzó su tercer álbum titulado Reckless and Relentless vía Sumerian records y en 2013 lanzan From Death to Destiny.
El 19 de enero de 2024, Bruce anunció en Instagram que se alejaría de Asking Alexandria para pasar más tiempo con su familia.

### 2014–presente: Solista
Bruce anunció que empezó grabar su primer álbum como solista 6 de enero de 2014, Después de la participación de Danny Worsnop con Asking Alexandria, su álbum solista y su último proyecto We Are Harlot. Cuándo fue entrevistado por Rick Florino de Artistdirect, se le preguntó sobre la dirección que inclina su álbum, y el respondió "No hay nada realmente pesado en él. Hay unas cuantas melodías rock clásico. Realmente,  es mucho material de rock más blando". Y lo comparó con Keane u Oasis, también declaró que es el vocalista principal del álbum. En enero de 2015, Danny Worsnop declaró que Bruce ha completado su álbum y será lanzado en el mismo año.

## Otras empresas

### 2011–presente: BB Clothing
Bruce empezó su propia línea de ropa originalmente en 2011 y existe como un negocio en línea, apartado de las mercancías oficiales asociadas con Asking Alexandria. Ben Bruce quedó inactivo en el proyecto después de que 27 de junio de 2013, el último dato el cual añade diseños nuevos a su marca, pero dio una declaración que más diseños serán lanzados en el año siguiente.

### 2014–presente: KBB Records
En marzo de 2014, Ben Bruce anunció, junto con Kyle Borman el mánager de Asking Alexandria, que habían abierto un sello discográfico llamado "KBB", y había firmado con una banda de rap metal llamada "Scare Don't Fear". La banda decidió firmar con KBB debido a otros sellos discográficos les piden para cambiar su estilo de música, mientras Ben Bruce expresó que el no quisiera que nada cambie en su sonido y que lo mantuvieran en cambio, dando así más libertar en su creatividad.

## Vida personal
Ben Bruce nació en Londres, Reino Unido el 31 de octubre de 1988 pero se mudó a Dubái cuándo tenía 6 años debido a que su padre tenía dificultades para encontrar trabajo y creyó que los sistemas escolares eran terribles, así que decidió mudarse con su familia a Dubái, incluida Rebecca la hermana de Ben y su madre Sarah. Más tarde vuelve a Inglaterra en 2006 a los 18 años.
Ben Bruce empezó tocar la guitarra eléctrica en la edad de 12 años inspirado en bandas de metal como Metallica y Iron Maiden. En vez de aprender con una guitarra acústica, insistió en tocar la guitarra eléctrica primero, y aprendió canciones de oído. Bruce ha declarado que algunos de sus discos favoritos fueron el Kill 'Em All de Metallica por sus sonidos crudos y agresivos, Appetite for Destruction de Guns N' Roses por las mismas razones, y el álbum debut de Slipknot el cual se titula de la misma forma ya que fue el álbum que le influyó en géneros de metal más extremos.
El 23 de mayo de 2013 Bruce contrajo matrimonio con Samantha Lynn Cassaro en La Mansión Biltmore de Asheville, Carolina del Norte. 
El 9 de noviembre de 2015, Ben Bruce anunció su divorcio tras los rumores de infidelidad con Ciara Bertjens (actualmente Ciara Bruce), hacia su esposa Samantha, y fue hasta finales del 2016 donde el ex suegro de Ben Bruce, Lenny Cassaro, dio a conocer la aparente razón de su divorcio. 
El 13 de agosto de 2016 Ben Bruce anunció que no se uniría a su banda para ciertas fechas, debido a la llegada de su primera hija que estaba por nacer, dando fin a los rumores de embarazo de su novia Ciara que desde a principios del 2016 se dio a conocer. Su hija, Fae Holley Bruce nació el 10 de septiembre de 2016 en Chandler, Arizona.
Ben Bruce contrajo matrimonio con su novia y madre de su hija, Ciara Bertjens el 9 de junio de 2017 en una pequeña granja alrededor de su familia y pocos amigos cercanos.
El 13 de junio de 2017, Bruce y su actual esposa, Ciara Melissa Bruce, dieron a conocer que están esperando su segundo bebé para octubre de 2017.
Finalmente, el 16 de octubre de 2017, nació su hijo, Fynn Barker Bruce.
Aunque también se dio a conocer su tercer hijo éste 18 de mayo de 2020. Llamado Theodore Bruce.
El primero de octubre de 2021 se dio a conocer su cuarta y última hija, llamada Rosemary Lynn Bruce.

## Discografía
Asking Alexandria
- 2009 - Stand Up And Scream
- 2011 - Reckless and Relentless
- 2013 - From Death to Destiny
- 2015 - The Black
- 2017 - Asking Alexandria
- 2020 - Like a House on Fire
- 2021 - See What's on the Inside
- 2023 - Where Do We Go from Here?

### Colaboraciones y otras canciones
| Canción                                         | Año  | Artista         | Liberación                                                                        |
| ----------------------------------------------- | ---- | --------------- | --------------------------------------------------------------------------------- |
| "Discovering Oceans" (featuring Ben Bruce)      | 2013 | City in the Sea | Below the Noise                                                                   |
| "Overcast" (featuring Ben Bruce)                | 2013 | City in the Sea | Below the Noise                                                                   |
| "Shake It Out" (Florence and the Machine cover) | 2014 | Ben Bruce       | Florence + The Sphinx: Sumerian Ceremonials – A Tribute to Florence + The Machine |

## Reconocimientos
| Año  | Trabajo Nominado                                           | Resultado |
| ---- | ---------------------------------------------------------- | --------- |
| 2011 | Alternative Press: Guitarrista del año                     | Ganador   |
| 2012 | Guitar Guirl'd: Los 12 guitarristas más sexys para el 2012 | Ganador   |
| 2012 | Kerrang! Awards: El hombre más sexy                        | Ganador   |
| 2013 | Alternative Press: Guitarrista del año                     | Nominado  |
| 2013 | Kerrang! Awards: El hombre más sexy                        | Ganador   |
| 2014 | Kerrang! Awards: El hombre más sexy                        | Nominado  |
| 2015 | Metalhammer Golden Gods Dimebag Darrell Shredde            | Nominado  |